# Marcin Meller
Marcin Meller (ur. 23 października 1968 w Warszawie) – polski historyk, dziennikarz, prezenter telewizyjny i pisarz, były dyrektor wydawniczy Grupy Wydawniczej Foksal.

## Życiorys
Absolwent klasy humanistycznej XI Liceum Ogólnokształcącego im. Mikołaja Reja w Warszawie (1987) i Wydziału Historycznego Uniwersytetu Warszawskiego (1995); pracę magisterską Rola myślenia o historii w ruchu „Solidarności” w latach 1980–1981 napisał pod kierunkiem Marcina Kuli. Był działaczem podziemnego Niezależnego Zrzeszenia Studentów i Pomarańczowej Alternatywy oraz organizatorem popularnych balów przebierańców u Architektów na Koszykowej.
Pracował jako reporter w tygodniku „Polityka”, gdzie zajmował się tematyką międzynarodową, polityczną i obyczajową. Z redakcji został wydalony w 1995 z powodu kilkukrotnego niedostarczenia tekstów w określonym terminie. W latach 2003–2012 był redaktorem naczelnym polskiej edycji miesięcznika „Playboy”. Od kwietnia 2011 do lutego 2012 był felietonistą „Wprost”, zaś od marca 2012 do listopada 2020 publikował na łamach „Newsweeka”.
Od 2000 był związany z Grupą TVN, dla której prowadził bądź współprowadził programy TVN: Agent (2000–2002), Dzień dobry TVN (2005–2008, 2013–2019), Kapitalny pomysł (2008–2009) oraz sobotni magazyn kulturalny TVN24 Drugie śniadanie mistrzów (2009–2022).
W latach 2009–2013 prowadził autorską audycję Mellina w Roxy FM.
Od listopada 2016 do listopada 2020 pełnił funkcję dyrektora wydawniczego w Grupie Wydawniczej Foksal (obejmującej wydawnictwa W.A.B., Buchmann i Wilga).
W listopadzie 2020 objął stanowisko redaktora naczelnego portalu Wirtualna Polska, jednak już 4 grudnia tego samego roku ogłosił rezygnację ze tej funkcji.
Od 14 stycznia do 3 czerwca 2023 był gospodarzem internetowego magazynu kulturalnego Drugie śniadanie Mellera, którego odcinki są dostępne na YouTube. Program był tworzony wyłącznie z wpłat dokonywanych przez widzów w serwisie zrzutka.pl. W czerwcu 2023 Meller poinformował, że na czas nieokreślony zawiesza tworzenie tej audycji, jak i zbiórkę internetową na jej cel.
Od stycznia 2023 prowadzi talk-show Mellina w Esce Rock.
W lutym 2024 dołączył do zespołu dziennikarskiego internetowego Kanału Zero. Od 4 lutego do 13 października 2024 w niedzielne przedpołudnia prowadził cotygodniowy program publicystyczny Trzecie śniadanie. Od 18 października 2024 na Kanale Zero prowadzi w piątkowe wieczory program na żywo Kolacja Mellera. 29 stycznia 2025 poinformował o zawieszeniu swojego programu w Kanale Zero w związku ze startem Krzysztofa Stanowskiego w wyborach prezydenckich.

## Życie prywatne
Jest synem Beaty Galickiej, wicedyrektorki Muzeum Warszawy, oraz Stefana Mellera, byłego ambasadora RP w Paryżu i Rosji i byłego ministra spraw zagranicznych. Jest wnukiem Adama Mellera, dyplomaty i działacza komunistycznego. Ma młodsze bliźniacze rodzeństwo, Katarzynę i Andrzeja.
Dwukrotnie żonaty. Pierwszą żoną była dziennikarka Agnieszka Niezgoda. We wrześniu 2007 poślubił Annę Dziewit, liderkę zespołu Andy, z którą ma syna Gustawa (ur. 2012) i córkę Barbarę (ur. 2014).
Deklaruje się jako ateista. W czerwcu 2020 przeszedł zawał mięśnia sercowego.

## Publikacje książkowe
- 2011 – Gaumardżos! Opowieści z Gruzji – współautor z Anną Dziewit-Meller
- 2013 – Między wariatami – Opowieści terenowo-przygodowe (zbiór felietonów i reportaży)
- 2016 – Sprzedawca arbuzów (zbiór felietonów)
- 2019 – Nietoperz i suszone cytryny (zbiór felietonów)
- 2022 – Czerwona ziemia (powieść sensacyjna)
- 2023 – Trzy puszki bobu (zbiór felietonów)
- 2024 – Dzieci lwa (powieść sensacyjna)

## Nagrody i wyróżnienia
- 2010 – aFrykas Roku Fundacji „Afryka Inaczej” za promowanie dialogu polsko-afrykańskiego i tematyki afrykańskiej[26][27]
- 2011 – Nagroda Magellana w konkursie na najlepsze publikacje turystyczne w kategorii książek podróżniczych za Gaumardżos! Opowieści z Gruzji[28]
- 2022 – honorowe obywatelstwo gminy Kadzidło[29]